# Massane
Pour les articles homonymes, voir Massana et Massanes.
La Massane est un fleuve côtier des Pyrénées-Orientales qui prend sa source dans le massif des Albères et se jette dans la Méditerranée.

## Toponymie

### Toponymie historique
La Massane tient son nom, via le catalan Massana ou Maçana, du latin Mala Mattiana, qui désignait une variété de pomme, elle-même nommée en l'honneur du gastronome et agronome romain Caius Matius (Ier siècle),.
Au Moyen Âge, le mot Massane ne désigne que le haut de la vallée, où poussaient des pommiers sauvages. Jusqu'au XIIIe siècle, la rivière n'avait pas de nom particulier. Elle pouvait être appelée rivière d'Argelès ou rivière de Roar, du nom d'un lieu-dit d'Argelès qui tire son nom de rosiers ou églantiers sauvages,. La vallée pouvait également être nommée vallée de Saint-Martin ou vallée de Montbran. Dans ce dernier cas, le toponyme tire son origine du latin Mons, qui désigne un sommet, souvent fortifié, et d'un nom d'homme germanique d'époque franque, Branno, « Corbeau ».

## Géographie physique

### Parcours
D'une longueur de 22,1 km, la Massane se jette en mer Méditerranée dans le port d'Argelès-sur-Mer. Elle prend source au col de la Maçana, à l'altitude 968 mètres, sur la commune d'Argelès-sur-Mer.

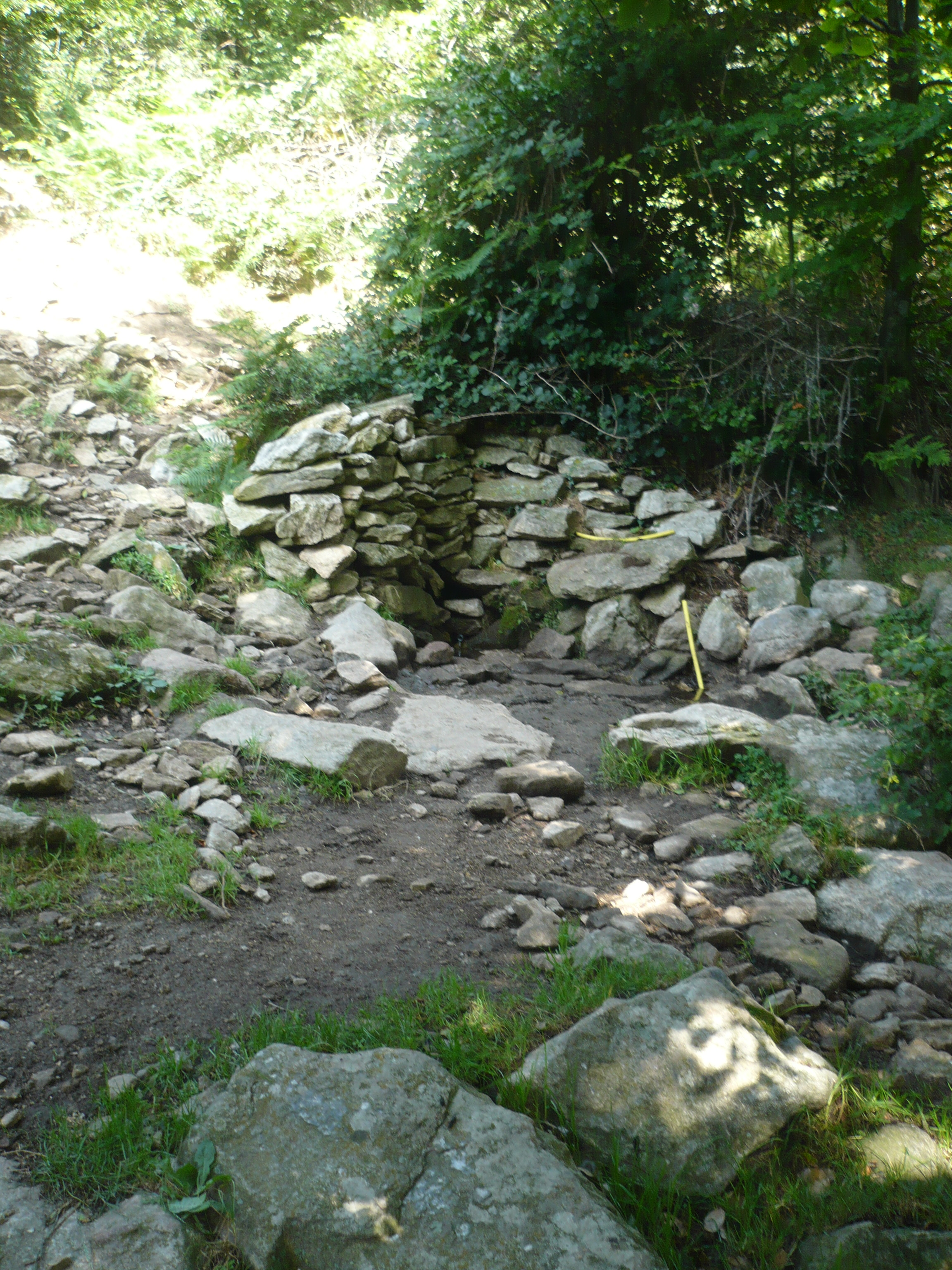
La source de la Massane en été

Née dans la réserve naturelle nationale de la forêt de la Massane (commune d'Argelès-sur-Mer), la Massane quitte la réserve pour entrer dans la commune de Sorède, où elle arrose le hameau de La Vall, puis revient à Argelès (hameau de La Pava). 

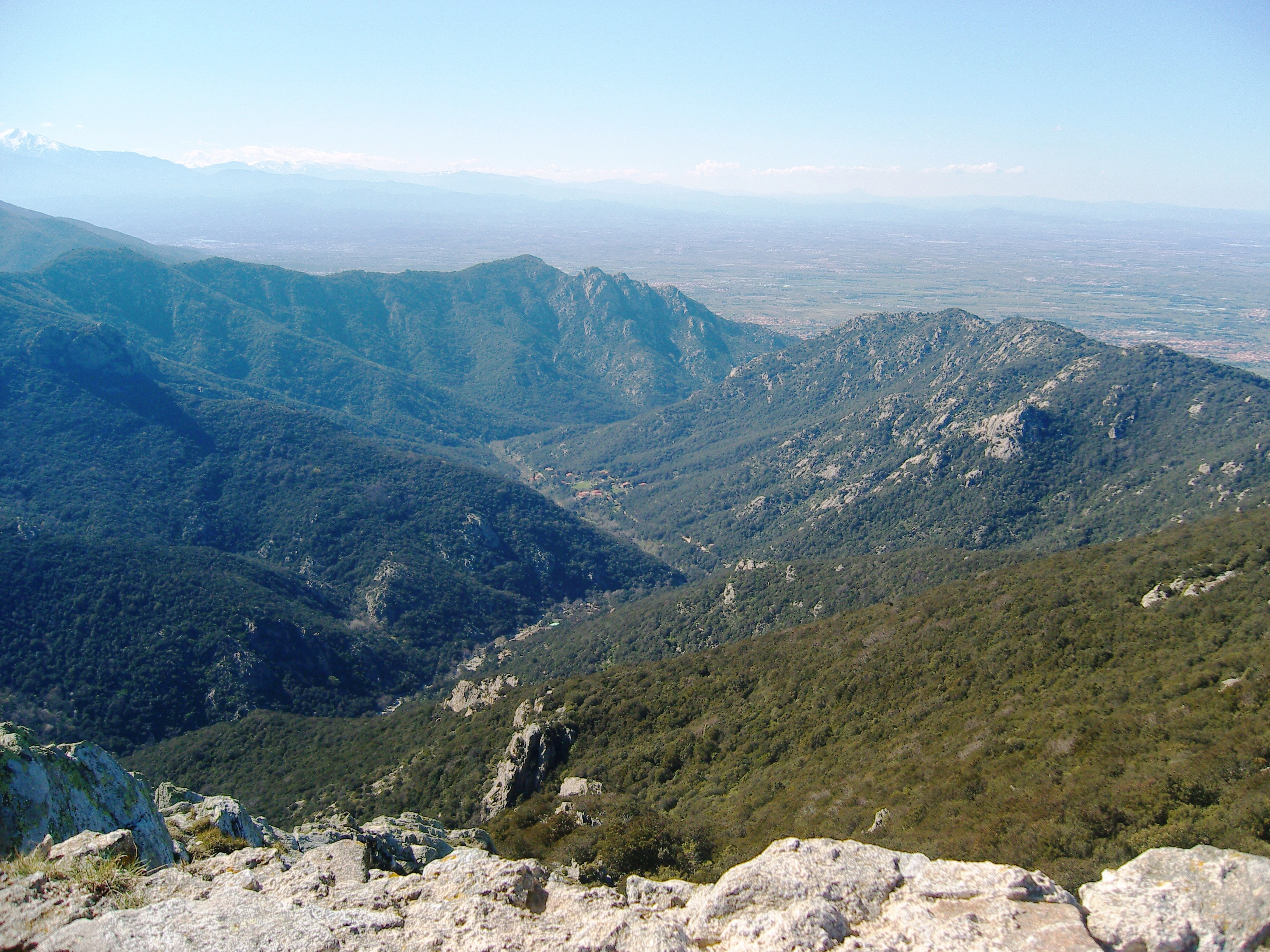
Le hameau de la Vall, et la vallée de la Massane, vus depuis la tour de la Massane.

Ce parcours montagneux, sauvage et boisé, laisse ensuite place à un lit de plaine qui s'achève dans le port d'Argelès-sur-Mer après avoir traversé le chef-lieu de la commune.
La Massane a pour affluents :

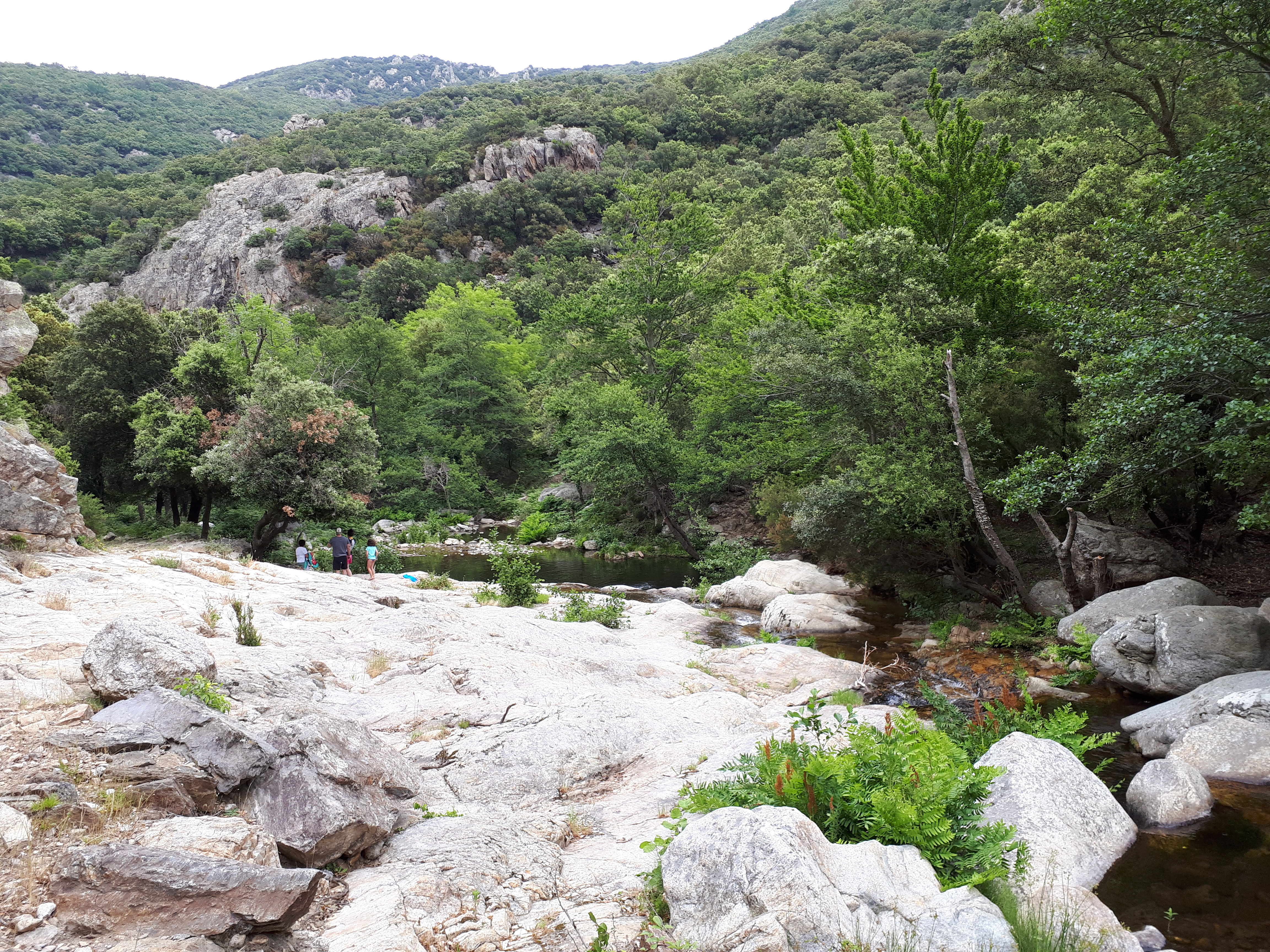
La Massane un peu en amont du hameau de La Vall.

- le Correc d'en Benet (rd) sur la seule commune d'Argelès-sur-Mer ;
- le ruisseau l'Abat (rd) sur la seule commune d'Argelès-sur-Mer ;
- l'agulla d'en Sallere.
- le Córrec de la Font dels Alemanys,
- le Solà de la Torre, le Solà,
- le canyon de Saücar
- le Rodet,
- Le Corrasses,
- Le Brosser
- le correc de Montbran,
- Le correc de la Maçaneta,
- Le canyon de Canalet, et ses cascades.

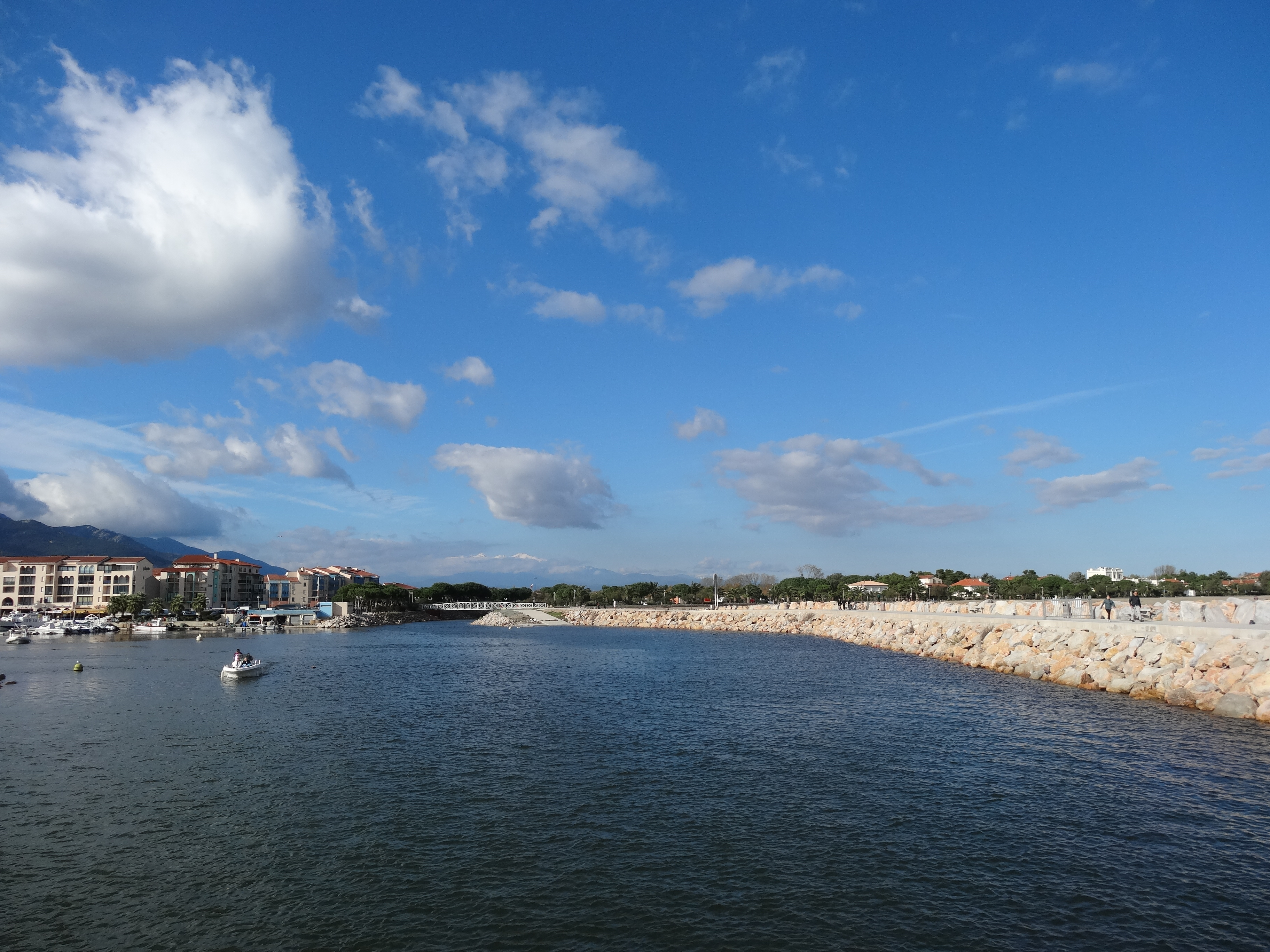
La Massane passe sous une passerelle à Port Argelès, puis elle entre dans la mer au niveau du bassin du port.

### Hydrologie
En période estivale, le débit type oued nul pendant plusieurs mois seulement sur la partie basse. Le torrent lui coule pourtant, mais en amont. Les crues surviennent le plus souvent à l'automne. En novembre 1999, après des précipitations ayant atteint dans ce secteur 216 mm d'eau, a transformé la Massane en un delta inondant l'ensemble des terres situées entre le village et la plage d'Argelès.

## Écologie

### Réserve naturelle
La Réserve naturelle nationale de la forêt de la Massane créée en 1973 couvre 336 hectares dans le massif de l'Albère.
Cette réserve est considérée comme d'intérêt européen, car elle est l'un des rares exemples de vieilles forêts du bassin méditerranéen - forêt ancienne.

Elle abrite notamment des hêtres (Fagus sylvatica) et chênes (Quercus petraea, Quercus humilis, Quercus ilex), Houx, érables, frênes, ifs et de nombreuses autres espèces arborées, végétales, fongiques et animales, ainsi que des guildes d'espèces saproxyliques rares en France, faute de bois mort en quantité et qualité suffisantes dans les forêts gérées. La forêt de la Massane est fréquentée régulièrement par les vaches de l'Albera, qui permettent de maintenir un certain équilibre de végétation au sein de la Réserve Naturelle.

## Géographie humaine

### Patrimoine architectural
Surplombant sa vallée, on peut voir la Tour de la Massane (ou Torre de la Maçana) (793 m).

## Histoire
.

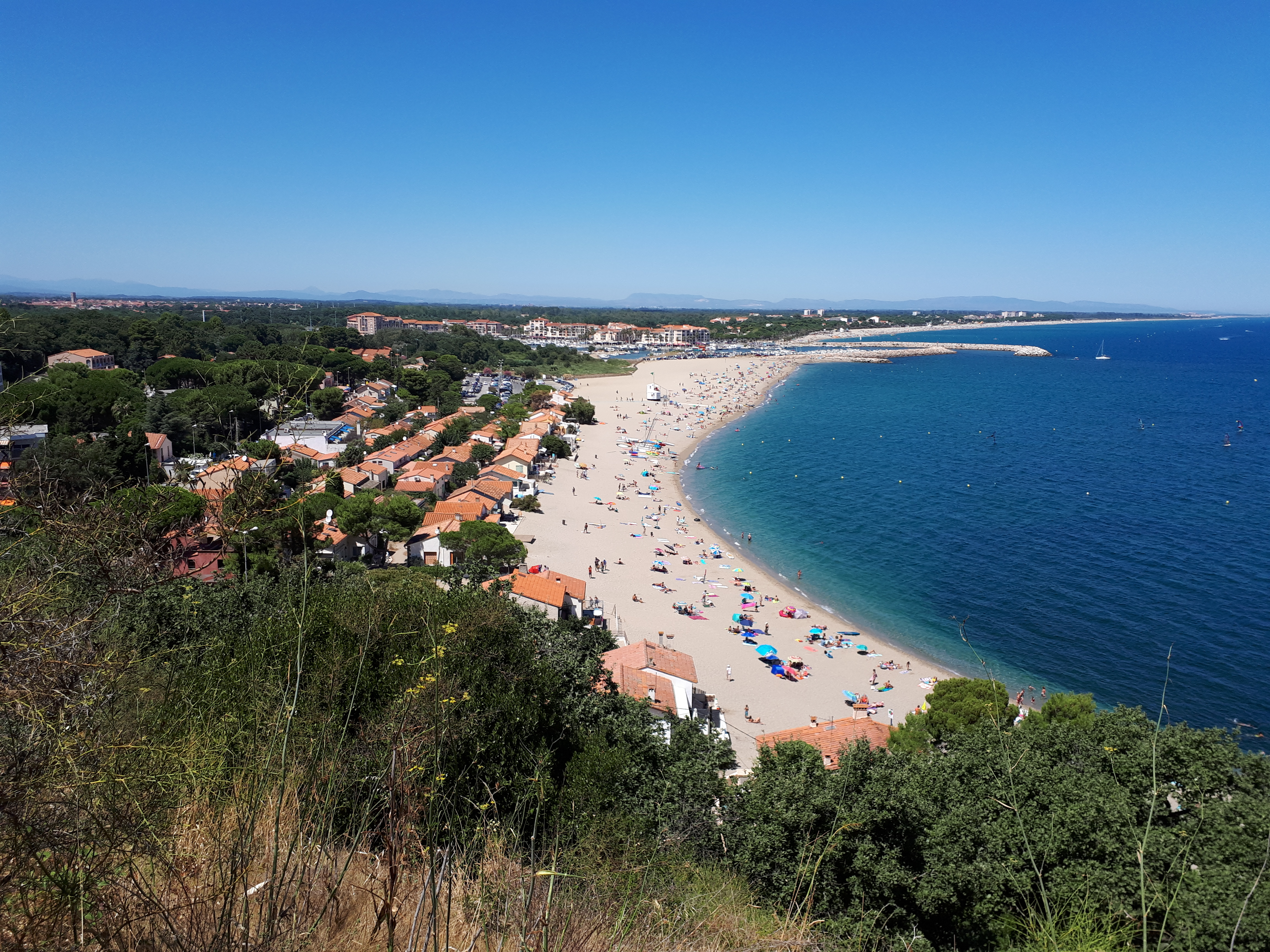
Vue au nord sur Le Racou et Port Argelès (où la Massane rencontre la mer). Autrefois, la rivière, qui aborde le port par le nord, s'étendait vers le sud pour rejoindre la mer au lieu-dit Grau de la Massane au niveau de l'actuel poste de secours blanc.

En 1975, deux digues sont construites dans le grau de la Massane afin de protéger Argelès de certaines inondations. Cet abri est peu à peu mis à profit par des plaisanciers pour y mouiller leurs bateaux. La municipalité décide de construire un véritable port à cet endroit. Les travaux sont réalisés de 1988 à 1993.

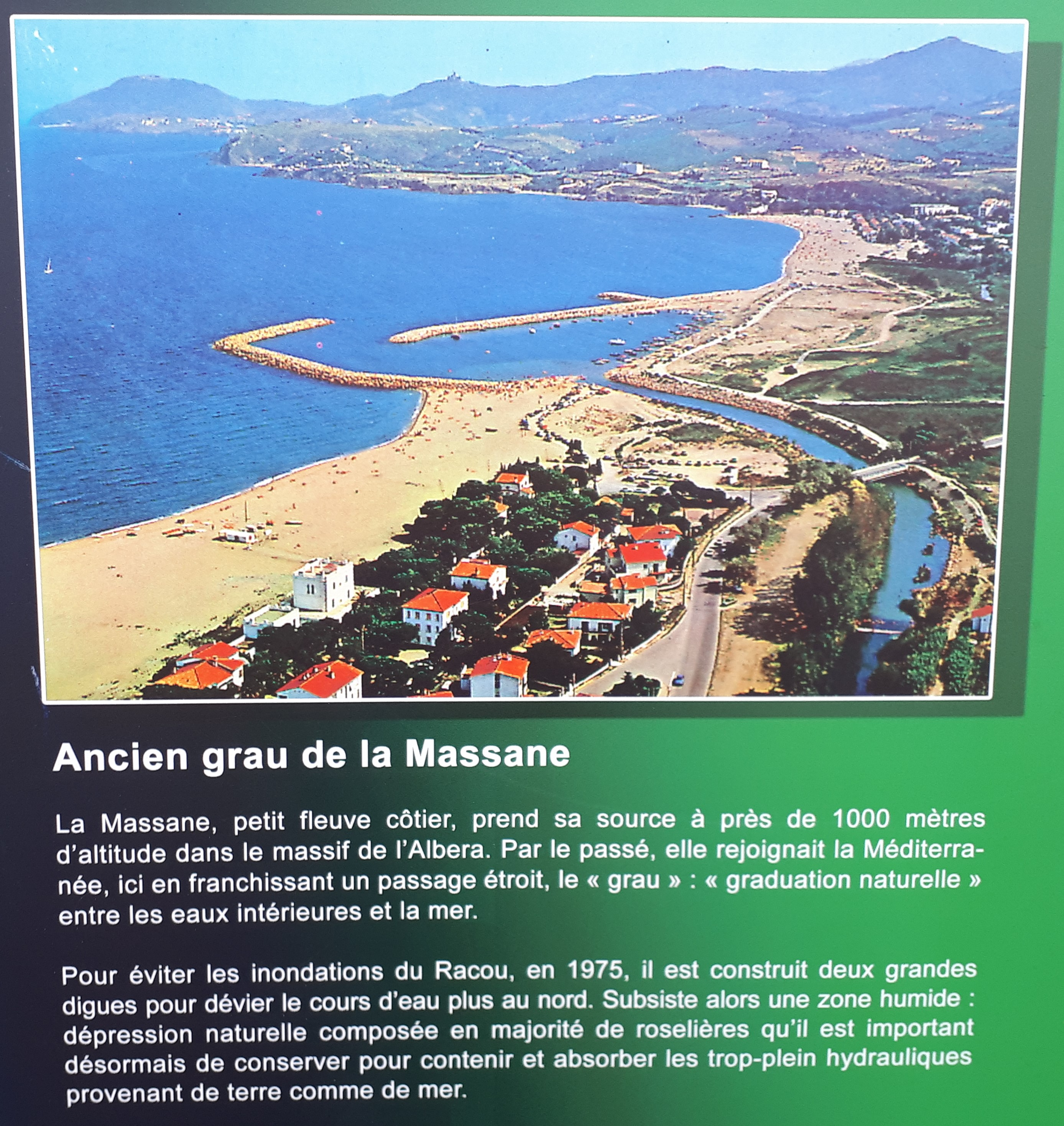
Grau de la Massane : pancarte explicative sur place.